# 福建省地图出版社
福建省地图出版社是中华人民共和国的一家地图出版机构，隶属于福建省测绘地理信息发展中心。